# دوري كرة القدم الإنجليزي 1908–09
دوري كرة القدم الإنجليزي 1908–09 هو موسم من دوري كرة القدم الإنجليزي. أقيم خلال الفترة 1 سبتمبر 1908 وحتى 30 أبريل 1909، وفاز فيه نيوكاسل يونايتد.